# 우마무스메 프리티 더비의 등장인물 목록
이 문서에서는 비디오 게임 및 애니메이션으로 대표되는 미디어 프랜차이즈 《우마무스메 프리티 더비》의 등장인물을 정리한다. 본작에 등장하는 대부분의 우마무스메는 실존하거나 과거 실존했던 일본의 경주마들을 기반으로 하였으며, 이에 따라 해당 우마무스메의 생일은 원본이 되는 경주마의 탄생일과 같은 날짜로 설정되어 있다.
우마무스메는 머리 양쪽 위에 말귀가 달려 있는 것이 특징이며, 원본마의 성별에 따라 귀 장식의 위치가 다르다. 원본마가 수말(모마)이면 우마무스메의 오른쪽 귀에 장식이 달려 있고, 원본마가 암말(빈마)이면 우마무스메의 왼쪽 귀에 장식이 달려 있다.

## 육성 우마무스메
- 스페셜 위크
  - 성우: 와키 아즈미
  - 생일: 5월 2일

《우마무스메 프리티 더비》의 주인공으로, 애니메이션 1기의 주인공을 맡는다. 홋카이도 출신이며, 솔직하고 밝은 성격을 가진 노력가다. 음식 리뷰를 잘한다. 애니메이션에서는 팀 스피카 소속이다.
- 엘 콘도르 파사
  - 성우: 타카하시 미나미
  - 생일: 3월 17일

- 토카이 테이오
  - 성우: Machico
  - 생일: 4월 20일

활발하고 승부욕이 강한 우마무스메로, 애니메이션 2기의 주인공을 맡는다. 심볼리 루돌프를 동경한다. 애니메이션에서는 팀 스피카 소속이다.
- 나이스 네이처
  - 성우: 마에다 카오리
  - 생일: 4월 16일

- 사일런스 스즈카
  - 성우: 코우노 마리카
  - 생일: 5월 1일

스페셜 위크의 룸메이트이자 선배. 달리면서 경치를 즐기는 것을 매우 좋아한다. 애니메이션에서는 본래 팀 리길 소속이었으나, 체력을 아끼며 승리를 노리는 것을 중시하는 리길 트레이너와 성향이 맞지 않아 슬럼프를 겪은 끝에 팀 스피카로 이적했다. 1기 중반에 개최된 추계 천황상에서 한 번의 부상을 겪었으며, 1기 본편 종료 후 미국에 다녀왔다.
- 마치카네 후쿠키타루
  - 성우: 닛타 히요리
  - 생일: 5월 22일

- 다이와 스칼렛
  - 성우: 키무라 치사
  - 생일: 5월 13일

- 보드카
  - 성우: 오오하시 아야카
  - 생일: 4월 4일

- 마루젠스키
  - 성우: Lynn

- 아그네스 타키온
  - 성우: 우에사카 스미레

- 타이키 셔틀
  - 성우: 오오츠보 유카

- 사쿠라 바쿠신 오
  - 성우: 미사와 사치카

- 그래스 원더
  - 성우: 마에다 레나

- 킹 헤일로
  - 성우: 사에키 이오리

- 티엠 오페라 오
  - 성우: 토쿠이 소라

- 메지로 맥퀸
  - 성우: 오오니시 사오리
  - 생일: 4월 3일

- 메지로 라이언
  - 성우: 하시 아후미

- 심볼리 루돌프
  - 성우: 타도코로 아즈사
  - 생일: 3월 13일

트레센 학원의 학생회장. 애니메이션에서는 팀 리길 소속이다.
- 라이스 샤워
  - 성우: 이와미 마나카
  - 생일: 3월 5일

겁이 많고 소심한 우마무스메. 미호노 부르봉의 클래식 3관과 메지로 맥퀸의 춘계 천황상 3연패를 저지하여 관객들에게 비호감으로 찍히는 바람에, 주변에서 일어나는 불행을 자신의 탓으로 여기는 경향이 있다.
- 하루 우라라
  - 성우: 슈토 유키나
  - 생일: 2월 27일

- 에어 그루브
  - 성우: 아오키 루리코

- 위닝 티켓
  - 성우: 와타나베 유이

- 오구리 캡
  - 성우: 타카야나기 토모요
  - 생일: 3월 27일

- 슈퍼 크릭
  - 성우: 유우키 카나

- 미호노 부르봉
  - 성우: 하세가와 이쿠미

- 마야노 탑건
  - 성우: 호시타니 미오

- 골드 쉽
  - 성우: 우에다 히토미
  - 생일: 3월 6일

- 비와 하야히데
  - 성우: 콘도 유이

- 카렌짱
  - 성우: 사사하라 유우

- 나리타 타이신
  - 성우: 와타나베 케이코

- 스마트 팔콘
  - 성우: 오오와다 히토미

- 나리타 브라이언
  - 성우: 키누가와 리카

- 세이운 스카이
  - 성우: 키토 아카리

- 히시 아마존
  - 성우: 타츠미 유이코

- 후지 키세키
  - 성우: 마츠이 에리코

- 골드 시티
  - 성우: 코우사카 사키

- 메이쇼 도토
  - 성우: 와타다 미사키

- 에이신 플래시
  - 성우: 후지노 아야미

- 히시 아케보노
  - 성우: 마츠자키 레이

- 아그네스 디지털
  - 성우: 스즈키 미노리

- 카와카미 프린세스
  - 성우: 타카하시 카린

- 맨하탄 카페
  - 성우: 오구라 유이
  - 생일: 3월 5일

- 토센 조던
  - 성우: 스즈키 에리

- 메지로 도베르
  - 성우: 쿠보타 히카리

- 파인 모션
  - 성우: 하시모토 치나미

- 타마모 크로스
  - 성우: 오오조라 나오미

- 사쿠라 치요노 오
  - 성우: 노구치 루리코

- 메지로 아르당
  - 성우: 아이자와 사야

- 어드마이어 베가
  - 성우: 사사키 히토미

- 키타산 블랙
  - 성우: 야노 히나키

- 마치카네 탄호이저
  - 성우: 토오노 히카루

- 사토노 다이아몬드
  - 성우: 타치바나 히나

- 메지로 브라이트
  - 성우: 오오니시 아야카

- 니시노 플라워
  - 성우: 카와이 하루나

- 야에노 무테키
  - 성우: 히노하라 아유미

- 아이네스 후진
  - 성우: 미네우치 토모미 → 나가에 리카

- 메지로 파머
  - 성우: 노구치 유리

- 이나리 원
  - 성우: 이노우에 하루노

- 스윕 토쇼
  - 성우: 스기우라 시오리

- 에어 샤커
  - 성우: 츠다 미나미

- 뱀부 메모리
  - 성우: 아이하라 코토미

- 코파노 리키
  - 성우: 이나가키 코노미

- 유키노 비진
  - 성우: 야마모토 노조미

- 시킹 더 펄
  - 성우: 후쿠하라 아야카

- 애스턴 마짱
  - 성우: 이노우에 호노카

- 야마닌 제퍼
  - 성우: 이마이즈미 리오나

- 나카야마 페스타
  - 성우: 시모지 시노

- 원더 어큐트
  - 성우: 스도 카노코

- 홋코 타루마에
  - 성우: 키쿠치 사야카

- 다이타쿠 헬리오스
  - 성우: 야마네 아야

- 신코 윈디
  - 성우: 타카다 유우키

- 미스터 시비
  - 성우: 아마미 유리나

- 트윈 터보
  - 성우: 하나이 미하루
  - 생일: 4월 13일

- 다이이치 루비
  - 성우: 이소베 카린

- 심볼리 크리스 에스
  - 성우: 하루카와 메이쿠

- 사쿠라 로렐
  - 성우: 마노 미즈키

- 네오 유니버스
  - 성우: 시라이시 하루카

- 히시 미라클
  - 성우: 카스가 사쿠라

- 타니노 김렛
  - 성우: 마츠오카 미사토

- 마블러스 선데이
  - 성우: 미야케 마리에

- 카츠라기 에이스
  - 성우: 후지와라 나츠미

- 시리우스 심볼리
  - 성우: 파이루즈 아이

- 나리타 탑 로드
  - 성우: 나카무라 칸나

- 케이에스 미라클
  - 성우: 사토 히나타

- 메지로 라모누
  - 성우: 토야마 나오

- 탭 댄스 시티
  - 성우: 시노다 미나미

- 사토노 크라운
  - 성우: 스즈시로 사유미

- 슈발 그랑
  - 성우: 나츠요시 유우코

- 비블로스
  - 성우: 이토 아야사

- 비코 페가수스
  - 성우: 타나카 아유미

- 두라멘테
  - 성우: 아키나

- 이쿠노 딕터스
  - 성우: 타자와 마스미

- 트랜센드
  - 성우: 츠카다 유이

- 라인 크라프트
  - 성우: 코지마 나나에

- 사운즈 오브 어스
  - 성우:  MAKIKO

- 노스 플라이트
  - 성우: 사시데 마리아

- 정글 포켓
  - 성우: 후지모토 유리

- 드림 저니
  - 성우: 요시오카 마유

- 칼스톤 라이트 오
  - 성우: 모치즈키 유미코

- 젠틸돈나
  - 성우: 세리자와 유우

- 세자리오
  - 성우: 사토 하루카

- 듀랜달
  - 성우: 노기 카나

- 버블검 펠로
  - 성우: 카미타니 사야카

- 에어 메사이어
  - 성우: 네모토 유나

- 윈 바리아시옹
  - 성우: 츠키시로 히카

- 푸리오소
  - 성우: 사이렌지 아키

- 츠루마루 츠요시
  - 성우: 아오야마 요시노

- 오르페브르
  - 성우: 히카사 요코

- 그란 알레그리아
  - 성우: 나츠메 히나
  - 생일: 1월 24일

- 젠노 롭 로이
  - 성우: 테루이 하루카

- 데어링 택트
  - 성우: 요우미야 히나

- 에스포와르 시티
  - 성우: 아사카

- 단츠 플레임
  - 성우: 후쿠시마 하루나

- 빌리브
  - 성우: 아키야마 미사키

- 스틸 인 러브
  - 성우: 미야시타 사키

- 삼손 빅
  - 성우: 미정

- 로이스 앤드 로이스
  - 성우: 타나베 루이

- 데어링 하트
  - 성우: 키스이 시오

- 부에나 비스타
  - 성우: 이즈미 후카

- 노 리즌
  - 성우: 코노 히요리

- 페노메노
  - 성우: 히비 유리코

- 비르시나
  - 성우: 오쿠노 카야

- 러브즈 온리 유
  - 성우: 쿠보타 미유

## 기타
- 스피카 트레이너 (본명 비공개)

애니메이션에서 팀 스피카 소속 우마무스메들을 지도하는 남성 트레이너.
- 토죠 하나(東条ハナ)

애니메이션에서 팀 리길 소속 우마무스메들을 지도하는 여성 트레이너.
- 미나미자카(南坂)

애니메이션에서 팀 카노푸스 소속 우마무스메들을 지도하는 남성 트레이너.
- 아카사카 미사토(赤坂美聡)
  - 성우: 아케사카 사토미

레이스의 중계를 담당하는 아나운서.
- 호소에 준코(細江純子)
  - 성우: 본인

레이스 평론가 및 해설가.